# إبراهيم بن يحيى العاملي
الشيخ إبراهيم بن يحيى بن محمد بن سليمان العاملي الطيبي (1741 - 1800)، عالم دين شيعي، متكلم، أديب وشاعر.

## ولادته ونشأته
ولد سنة 1154 هجرية (1741 ميلادي) بقرية الطيبة من قرى جبل عامل، والده كان من الأعلام الأدباء، كما أن أخاه الشيخ نصرالله بن يحيى العاملي كان من العلماء الشعراء.

تخرج في العلم على السيد أبوالحسن ابن السيد حيدر الأمين صاحب المدرسة في قرية شقرا التي قيل أنها حوت من الطلاب فوق الثلاثمائة فيهم الفضلاء الأجلاء منهم جواد محمد العاملي صاحب كتاب مفتاح الكرامة. 

كما درس في العراق على السيد مهدي بحر العلوم، والشيخ جعفر كاشف الغطاء.

## مؤلفاته
له عدد من المؤلفات منها:
1. منظومة في علم الكلام.
2. كتاب الصراط المستقيم في الفقه.
3. كتاب الجمانة النضدية.
4. ديوان شاعر عاملة (الشيخ إبراهيم يحيى): تحقيق حبيب جابر وإصدار المجلس الثقافي للبنان الجنوبي.

## أسفاره ووفاته
كان قد فرّ من بلاده خوفا من بطش أحمد باشا الجزار، فالتجأ إلى بعلبك، وبقي أياما فيها لا يذوق الطعام، وبعدها أقام بدمشق، ولما استولى أحمد الجزار على دمشق تركها الشيخ وهاجر إلى العراق، وسكن بغداد. 

ثم سافر لزيارة الإمام الرضا في مدينة مشهد، ثم عاد بعدها إلى دمشق، وتوفّي فيها سنة 1214 هجرية (1800 ميلادي) عن 60 عاما.

دفن بمقبرة باب الصغير شرقي المشهد المنسوب إلى السيدة سكينة بدمشق.

## شعره
أكثَر من الشعر وتميّز بتخميس القصائد. وله ديوان كان يحتوي على سبعة آلاف وخمسمائة بيت ضاع أكثره مما نظمه قبل هروبه من جبل عامل.

من شعره في منظومته الكلامية:

ويقول في الصفات:

ويقول في الإمامة:

ويقول في المهدي:

ومن شعره في التشوق إلى وطنه:

ومن قوله يصف الأركيلة: